# Michal Kubala
 Michal Kubala  (n. 12 iunie 1980, Levice, Slovacia) este un fotbalist slovac, care joacă la echipa de fotbal Wijaya FC pe postul de mijlocaș dreapta.